# یوگای برهنه

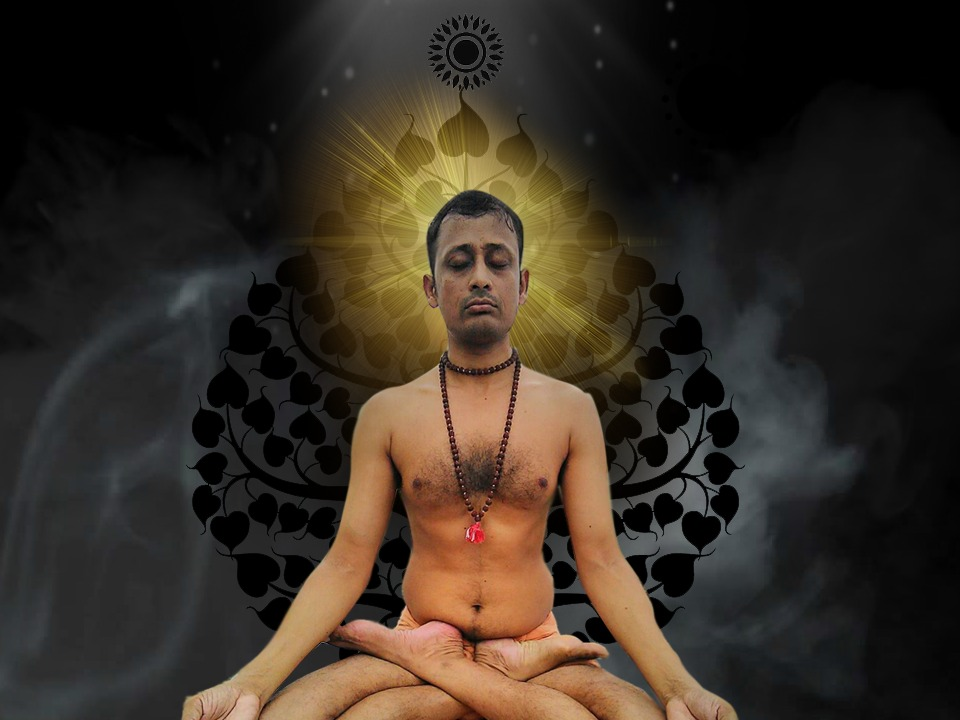
یوگای برهنه

یوگای برهنه (انگلیسی: Naked yoga)، به انجام حرکات یوگا بدون لباس و به صورت برهنه گفته می‌شود. این عمل بیشتر در ایالات متحده محبوبیت دارد.

## رواج
یوگای برهنه از زمان‌های قدیم انجام می‌شده‌است و امروزه بیشتر در جوامع غربی که آشنایی بیشتری با برهنگی اجتماعی دارند رواج دارد.

## فواید
- برای سلامت روان مفید است[۳]
- میل جنسی سالم را پرورش می‌دهد[۳]
- و…